# 卡森 (明尼蘇達州)
卡森（英語：Kasson，/ˈkæsən/ KASS-ən）是一個位於美國明尼蘇達州道奇縣的城市。

## 人口
根據2020年美國人口普查的數據，卡森的面積為7.88平方千米，當中陸地面積為7.88平方千米，而水域面積為0.00平方千米。當地共有人口6851人，而人口密度為每平方千米869人。